# Lipodystrofie
Lipodystrofie is een stoornis in het onderhuids vetweefsel, waarbij op de ene plaats vet kan verdwijnen en op andere plaatsen terug kan komen, bijvoorbeeld in vetbulten. Bekende oorzaken zijn hiv-remmers en de ophoping van vet op de plaatsen waar mensen met diabetes insuline injecteren.
Als er vet verdwijnt ontstaan putjes of verdiepingen in de huid omdat het onderhuids vetweefsel verdwijnt. In dat geval spreekt men van lipo-atrofie, bij verdikkingen (vetbulten) spreekt men van lipo-hypertrofie.

## Diabetes
De oorzaken van lipodystrofie bij mensen met diabetes zijn niet eenduidig. Lipohypertrofieën komen in deze groep wel veel vaker voor dan lipoatrofieēn. Voor zover bekend spelen in ieder geval de volgende zaken een rol:
- Onvoldoende afwisselen van de spuitplekken
- Injectienaalden meermalen gebruiken
- De inwerking van insuline op het vetweefsel; insuline speelt een belangrijke rol bij de stofwisseling van alle cellen dus ook die van het vetweefsel
- Het herstelmechanisme van de huid na een injectie (wat uiteraard een minuscuul wondje is)

De belangrijkste problemen van deze lipohypertrofieēn zijn:
- schommelende bloedsuikerwaarden door afwijkende opname van de insuline. Door inwerking van warmte (bijvoorbeeld bij baden) kan ineens de opname van opgehoopte insuline versnellen, met een hypoglykemie als gevolg
- ontsierende bulten

## HIV-remmers
Lipodystrofie kan ook ontstaan door het gebruik van de combinatietherapie bij hiv-remmers. Hier gaat het om de volgende verschijnselen, al of niet in combinatie:
- Toename van vet bij de buik (maag)
- Een vetbult hoog achter op de rug (buffalo hump)
- Vetbulten elders op het lichaam (lipoma's)
- Vergroting van de borsten
- Toename van vet op de kaken
- Afname van vet in het gezicht
- Afname van vet bij de armen en benen en billen. Door het verdwijnen van vet kunnen bloedvaten als het ware op de armen of benen te liggen.

Deze bijwerkingen treden niet altijd op. Wel worden, als lipodystrofie optreedt, vaak een verstoring in de glucose- en cholesterolgehaltes in het bloed gezien.

## Andere oorzaken
Niet alle lipodystrofieēn worden veroorzaakt door HIV-remmers of diabetes, maar deze twee oorzaken zijn wel de grootste. Mogelijke andere oorzaken zijn o.a. erfelijke aandoeningen, zoals de ziekte van Barraquer-Simons of door injecties met cortisone.